# Суботівська козацька організація
Суботівська козацька організація  - умовна назва таємної козацької організації що діяла в селі Суботів та навколишніх населених пунктах, дата заснування невідома, відомо що організація існувала в період від 1877 року до початку 20 століття. Про дану організацію відомо дуже мало, організація опиралася в своїй діяльності на стійкі традиції козаччини, які були дуже сильні в Суботові, як в одному із визнаних центрів козацької діяльності, особливо в період Національно-визвольної війни під проводом Богдана Хмельницького. Організація чинила опір діяльності в селі царської адміністрації, час від часу члени організації вбивали чиновників які особливо негативно відносилися до громади, також організація створювала копні суди і судила мешканців. Відомо що члени цієї таємної організації брали активну участь у так званій Чигиринській змові 1877 року. Організація припинила своє існування на початку 20 століття.  
Щорічні традиції козацької організації включали таємну Раду на день святого Петра, що відбувалась на острові річки Тясмин, де козаки в яких вже були онуки, обирали гетьмана та представників козацької старшини: писаря, суддю, осавула, скарбника й полковників. На церемонії вручалися клейноди. Традиція протривала до моменту обрання Павла Скоропадського гетьманом України 1918 року.  

## Дивитись також
- Чигиринська змова 1877
- Таємні товариства